# Främlingen på Wildfell Hall (TV-serie)
Främlingen på Wildfell Hall (engelska: The Tenant of Wildfell Hall) är en brittisk dramaserie från 1996 baserad på Anne Brontës roman med samma namn  från 1848.

## Handling
Helen Huntingdon flyttar till Yorkshire med sin lille son för att komma undan sin make, hon utger sig för att vara änka och heta Helen Graham. Gilbert Markham fascineras av den mystiska kvinnan. När en Mr Lawrence dyker upp hamnar de i slagsmål men det visar sig vara Helens bror. 
Helen anförtror sig till Gilbert om sitt olyckliga äktenskap och sin flykt från sin alkoholiserade och våldsamme man. Men Huntingdon letar reda på sin hustru, fast besluten att få tillbaka sin son.

## Rollista i urval
- Toby Stephens – Gilbert Markham
- Tara Fitzgerald – Helen Huntingdon
- Rupert Graves – Arthur Huntingdon
- Sarah Badel – Rachel
- Jackson Leach – Master Arthur Huntington
- Sean Gallagher – Walter Hargrave
- Jonathan Cake – Ralph Hattersley
- Joe Absolom – Fergus Markham
- Kenneth Cranham – Pastor Millward
- Pam Ferris – mrs Markham
- Cathy Murphy – miss Myers
- Paloma Baeza – Rose Markham
- Aran Bell – Richard Wilson
- Miranda Pleasence – Eliza Millward
- James Purefoy – Frederick Lawrence
- Kim Durham – Benson
- Dominic Rowan – Lord Lowborough
- Beatie Edney – Annabella Wilmot, Lady Lowborough
- Janet Dale – mrs Wilson
- Susannah Wise – Millicent Hargrave
- Karen Westwood – Jane Wilson